# Sofia Frodelius
Anna Sofia Frodelius, född 15 maj 1779, död 21 november 1822, var en svensk komiker och skådespelerska. Hon var elev vid Dramaten 1798 och fast anställd 1800–1822.

## Biografi
Sofia Frodelius var en av det tidiga artonhundratalets mest uppskattade skådespelare, men eftersom hon inte spelade huvudroller, har hon inte blivit så historiskt uppmärksammad – hennes rollfack var personer som vanligen var biroller; hon spelade bittra gamla fröknar som gjorde sig löjliga, pratsjuka gamla tanter, gummor och trollpackor och beskrivs som en mycket begåvad komiker. 
Hon fick överta många av de roller som tidigare hade spelats av män. Under 1700-talet spelades komiska gummroller oftast av män, men under 1800-talet började det anses opassande för män att spela kvinnoroller, och Frodelius brukar räknas som Carl Schylanders efterträdare i detta rollfack; det sades att hon spelade Schylanders kjolroller "med mera sanning, men han karikerade och var roligare". Carl Christoffer Gjörwell sade om henne: "Ej vacker, spelar elaka roller bäst". Marianne Ehrenström beskriver henne som ett mönster av godhet och mildhet.  
Hon beskrivs som: 
"En förträfflig komisk skådespelerska, särdeles i framställningen af äldre fruntimmer, vare sig att karakterena fordrade ett fint spel, eller ock en bastant färgläggning".
Bland hennes mest populära roller var Vivika i General Eldjälm, fru Slammerström i Bildhuggaren och Griponia i Brodertvisten. Hon medverkade också ofta i operettroller, och hennes kanske största glansroll var titelrollen i Ma tante Aurore (1812). Andra roller var "en notarie" i Musikvurmen säsongen 1796–1797, Iphise i Renaud 1800–1801, Mallika i Kuluff 1809–1810, Barbro i Intrigen i fönstret 1812 och madame de Roussel i Fanchon 1822.    
Frodelius var en ekonomiskt sinnad person, och till skillnad från många andra skådespelare hade hon inte några ekonomiska problem. Hon gifte sig aldrig, men hon hade en son, som blev hennes arvinge.